# هیلدریک
هیلدریک (زادهٔ دههٔ ۴۶۰ – درگذشتهٔ ۵۳۳) پادشاه ماقبل آخر وندال‌ها و آلان‌ها در شمال آفریقا از ۵۲۳ تا ۵۳۰ بود. او گرچه پیش از آنکه پادشاهی وندال‌ها در سال ۵۳۴ سرنگون شود کشته شده‌بود اما نقشی مهم در بروز این اتفاق داشت.

## زندگی‌نامه
هیلدریک نوهٔ گایسریک، بنیان‌گذار و پادشاه پادشاهی وندال در آفریقا بود. پدرش هونریک، پسر گایسریک و مادرش اودوچیا، دختر امپراتور روم والنتینیان سوم بود. او پس از مرگ ترازاموند در ۵۲۳ میلادی به پادشاهی رسید و در اولین اقدام خود آمالافریدا، همسر ترازاموند را که علیهش شوریده‌بود، به زندان انداخت. این کار خشم تئودوریک کبیر، برادر آمالافریدا را برانگیخت و بر آن شد تا به وندال‌ها حمله کند. اما او در سال ۵۲۶ درگذشت و هیلدریک از رویارویی با تئودوریک رهایی یافت.
هیلدریک روابط دوستانه‌ای با امپراتوری روم شرقی داشت و بنا بر نوشته‌های پروکوپیوس، او دوست و مهمانی ویژه برای ژوستینیان بود. پروکوپیوس همچنین به این نکته اشاره می‌کند که هیلدریک و ژوستینیان به یکدیگر مبالغ بسیاری پول هدیه می‌دادند.
بیشتر وندال‌ها آریان مذهب بودند و به آزار و اذیت کاتولیک‌ها می‌پرداختند. اما هیلدریک به کاتولیک مذهبان روی خوش نشان داد و اجازه داد تا اسقف جدید آنها در کارتاژ، پایتخت پادشاهی وندال‌ها بر سر کار آید. پس از آن بسیاری از وندال‌ها به کاتولیسیزم گرویدند و این زنگ خطری بود برای نجیب‌زادگان وندال. پروکوپیوس همچنین می‌نویسد از آنجا که هیلدریک در کهولت سن به قدرت رسیده بود، علاقه‌ای به عملیات نظامی وندال‌ها نداشت و این مهم را به دیگر اعضای خانواده‌اش، به‌ویژه برادرزاده‌اش هوامر واگذار کرده بود.

## برکناری از قدرت و مرگ
در هفتمین سال از سلطنت هیلدریک، عموزاده‌اش گلیمر که فردی آریان مذهب بود، با بهانه‌قراردادن مذهب با موفقیت علیه او شورید و توانست به‌عنوان پادشاه جدید وندال‌ها و آلان‌ها بر تخت نشیند. او پس از رسیدن به قدرت آریانیسم را مذهب اصلی کشور قرار داد و هیلدریک را همراه با هوامر و برادرش اویاگیس به زندان انداخت، اما آنها را نکشت. در مقابل ژوستینیان که اینک با عنوان ژوستینیان یکم بر تخت امپراتوری بیزانس نشسته بود به کارهای گلیمر اعتراض کرد و خواستار بازگرداندن قدرت به هیلدریک شد. اما گلیمر نمایندگان او را بازگرداند، هوامر را کور کرد و هیلدریک و اویاگیس را به بهانهٔ طراحی کودتایی علیه او تحت بازداشت شدیدتر قرار داد.
ژوستینیان بار دیگر هیأتی را به پیش وندال‌ها فرستاد اما وقتی پاسخ شنید که او هیچ حقی برای انجام چنین درخواست‌هایی ندارد سخت برآشفت. او که در آن زمان درگیر جنگ با ایرانیان بود به‌سرعت آن را پایان داد و در سال ۵۳۳ آمادهٔ لشگرکشی به سرزمین وندال‌ها شد. هنگامی که گلیمر از این موضوع آگاهی یافت فرمان مرگ هیلدریک و اویاگیس را به‌همراه دیگر زندانیان حامی هیلدریک صادر نمود.